# EVR-Triebwagen DeM 31
Der dieselelektrische Triebwagen DeM 31 wurde 1935 für die Eesti Vabariigi Raudtee (EVR) in Estland für die Breitspur von 1524 mm gebaut. Hersteller des Fahrzeuges war Balti Raudtee Peatehased (deutsch wörtlich: Hauptfabriken der Baltischen Eisenbahn) in Tallinn.

## Geschichte
Der Motorwagen war mit einem Dieselmotor des Herstellers Frichs aus Dänemark und Traktionselektromotoren aus Schweden ausgestattet, der Generator wurde von der estnischen Fabrik Volta in Tallinn hergestellt. Der Triebwagen konnte einen Beiwagen mitführen.

## Einsatz
Am 26. Juli 1935 befuhr der Dieseltriebwagen DeM 31 erstmals die Bahnstrecke Keila–Haapsalu von Tallinn nach Haapsalu, wofür er mit Zwischenstopps 1 Stunde und 59 Stunden benötigte. Nach der Weiterfahrt zum Hafen Rohuküla konnten von dort mit dem Schiff die Inseln Saaremaa und Hiiumaa erreicht werden.
1937 wurde er auf dieser Strecke durch den neuen DeM 32 ersetzt.
Der Triebwagen war in Estland bis 1941 im Einsatz. Außer nach Haapsalu verkehrten die beiden DeM-Triebwagen auch zwischen Tallinn und Tapa.

## Besonderes
Zum Zeitpunkt des Baus ungewöhnlich war die Verwendung eines hölzernen Wagenkastens, üblich waren in den 1930er Jahren im Vollbahnbereich bereits Ganzstahlwagen. Der Triebwagen wurde nach dem Vorbild des Fliegenden Hamburgers, der in Deutschland zwischen Berlin und Hamburg verkehrte, auf Grund seiner ersten Einsatzstrecke im Westen Estlands Flendav Läänlane (deutsch in etwa Fliegender Westler) genannt.
Einer der neuen elektrischen Züge vom Typ Stadler Flirt der Verkehrsgesellschaft Elron, Nr. 1403, trägt den gleichen Namen.